# Yungay (Chili)
Yungay is een gemeente in de Chileense provincie Diguillín in de regio Ñuble. Yungay telde 17.787 inwoners in 2017 en heeft een oppervlakte van 824 km².